# Динганорбоев, Болот Динганорбоевич
Боло́т Динганорбо́евич Динганорбо́ев (бур.  Динганорбын Булад; 7 мая 1980, у. Цокто-Хангил Агинского Бурятского автономного округа Читинской области, РСФСР) ― российский бурятский театральный актёр. Актёр Бурятского государственного академического театра драмы имени Хоца Намсараева. Народный артист Республики Бурятия.
Супруга — Жажан Владимировна Динганорбоева, театральная актриса.

## Биография
Родился 7 мая 1980 года в улусе Цокто-Хангил Агинского Бурятского автономного округа Читинской области. Окончил Цокто-Хангильскую среднюю школу имени Ч. Базарона.
В 2002 году окончил Бурятскую национальну студию Восточно-Сибирской государственной академии культуры и искусства (ВСГАКИ). В том же году начал служить в Бурятском государственном академическом театре драмы имени Хоца Намсараева. Его дебют на сцене театра состоялся в спектакле «Улейские девушки» Саяна и Эржэны Жамбаловых, где он сыграл роль отца жениха.
В театре сыграл такие роли как: Клавдий в «Гамлете», отец жениха в «Улейских девушках», Павел в «Вассе Железновой», монгольский военачальник Сонров в «Встретимся в той жизни», Очир в «С.С.С.Р.», Асаки Тосио в «Япон Долгор», Орбондой в «Живой свече», Найдан в «Романсе о влюблённых», Слепой в «Трёхгрошовой опере», Тэхэ в спектакле «На стыке веков», Аюр в «Святом подношении» и др.
В спектакле «С.С.С.Р.» создал трагический образ солдата, героя войны, горевшего в танке, а в послевоенное время невыразимо трудно привыкающего к мирной жизни. Роль Очира стала творческой удачей Динганорбоева, одной из лучших его работ в театре. Этот спектакль был удостоен Государственной премии Республики Бурятия за 2005 год, в этом успехе театра есть и немалый его вклад.
В постановке «Япон Долгор» актёр мастерски создаёт полный высокой духовности образ нежно влюблённого японского военнопленного Асаки Тосио. В спектакле «Путь к просветлению» сыграл главную роль юноши Жамьяна. Через игру этой роли и раскрывается смысл и художественный образ всего спектакля.
Прекрасные комедийные и лицедейские данные артиста позволяют ему быть органичным и в детских постановках театра. В совершенстве владея и бурятским и русским языками, умеет выразительно интонировать свои роли, музыкален, обладает природным чувством ритма.
В 2003 году группа молодые артисты театра создают известную в Бурятии эстрадную группу «Бургэд», где Болот выступает как ведущий солист. Группа стала Лауреатом музыкального конкурса международного фестиваля «Алтаргана―2006» в Улан-Удэ.
Песенное искусство занимает в творчестве Динганорбоева особое место. Со своей женой, талантливой актрисой Жажан Динганорбоевой, они стали известными как поющая семейная пара. В их репертуаре современные бурятские лирические песни, романсы.
Болот Динганорбоев объездил с гастролями всю Бурятию, а также играл в спектаклях и выступал с концертами в Забайкальском крае, Иркутской области, Якутии, Красноярске, принимал активное участие в международных фестивалях в Монголии.
Лауреат Государственной премии Республики Бурятия (2006). За активное участие в проведении Первого Международного театрального фестиваля «Желанный берег» награждён Почётной грамотой Министерства культуры и массовых коммуникаций Республики Бурятия.
За вклад в развитие национального театрального и песенного искусства Болот Динганорбоевич Динганорбоев был удостоен почётного звания «Заслуженный артист Республики Бурятия».

## Театральные роли
- «Трехгрошовая опера» — Слепой
- «Романс о влюбленных» — Найдан
- «Живая свечка» ― Орбондой
- «С.С.С.Р.» — Очир
- «Япон Долгор» — Асаки Госио
- «Золушка» -Король
- «Улейские девушки» — Отец жениха
- «Турандот» -Панталоне
- «Старик и море» — 1-й рыбак
- «Гротески Хокусая» — Накадзима Исэ
- «Будамшу» Будамшу — hорни
- «Гроза» — Слуга
- «Золотой ключик, или Новые приключения Буратино» — Дуремар
- «Эхэ» — Гансух
- «Ранней весной» — Булад
- «Отныне я буду жить дома» — Мунхэ
- «Али-Баба, 40 разбойников и один учёный попугай» — Али-Баба, разбойник, бедняк